# 诺曼·克拉克
诺曼·克拉克（英語：Norman Clarke，1960年6月27日—），加拿大男子篮球运动员。他曾代表加拿大获得1988年夏季奥运会男子篮球比赛第六名。他也参加了1979年世界青年篮球锦标赛。